# Gemarang (Kedunggalar)
Gemarang is een bestuurslaag in het regentschap Ngawi van de provincie Oost-Java, Indonesië. Gemarang telt 7579 inwoners (volkstelling 2010).